# Barbara Masini
Barbara Masini (Pistoia, 22 gennaio 1974) è una politica italiana, Senatrice della Repubblica nella XVIII legislatura.

## Biografia
Diplomata al liceo classico Niccolò Forteguerri di Pistoia, si è laureata in scienze politiche all'Università degli Studi di Siena, ha svolto attività di grafica e comunicazione occupandosi di visual communication come libero professionista.
Alle elezioni amministrative del 2017 viene eletta consigliere comunale di Forza Italia a Pistoia, risultando la donna più votata della coalizione di centro-destra a sostegno del sindaco Alessandro Tomasi e divenendo quindi presidente della V commissione consiliare (Sociale e sanità, attività produttive, commercio, politiche giovanili, pari opportunità).
Alle elezioni politiche dell'anno successivo è stata eletta al Senato della Repubblica nel collegio plurinominale Toscana - 01, dove Forza Italia riesce a conquistare l'unico senatore eletto al proporzionale in Toscana. È proclamata senatrice della Repubblica il 16 marzo 2018. Ha aderito al gruppo parlamentare "Forza Italia-Berlusconi Presidente" e ha fatto parte della commissione Politiche dell'Unione Europea.
Nel dicembre 2019 è tra i 64 firmatari (di cui 41 di Forza Italia) per il referendum confermativo sul taglio dei parlamentari: pochi mesi prima i senatori forzisti avevano disertato l'aula in occasione della votazione sulla riforma costituzionale. All'inizio di gennaio 2020 ritira la firma insieme ad altri tre senatori di Forza Italia 
Il 15 luglio, nella seduta 347 del Senato, dichiara il suo voto favorevole al ddl Zan in dissenso da Forza Italia, supportando il suo voto con un discorso che diventerà virale per la sua intensità e in cui dichiara la sua omosessualità . È la prima volta che un esponente in carica di centro destra si dichiara omosessuale pubblicamente.
Il 2 febbraio 2022 lascia Forza Italia e passa al gruppo misto, iscrivendosi alla componente +Europa-Azione, di ispirazione social-liberale, aderendo al partito Azione che passa così da un solo senatore, Sen. Matteo Richetti, a due. 
È stata relatrice di maggioranza della "Delega al Governo per il recepimento delle direttive europee e l'attuazione di altri atti normativi dell'Unione europea - Legge di delegazione europea 2021". (Legge 4 agosto 2022, n. 127; G.U. n. 199 del 26 agosto 2022) con il Governo Draghi. 
Alle elezioni politiche anticipate del 25 settembre 2022 viene candidata per Azione - Italia Viva al Senato nel collegio uninominale Toscana - 03 (Prato), oltreché come capolista nel collegio plurinominale Piemonte - 01. Arriva in quarta posizione (8,80%) nel collegio uninominale dietro Patrizio Giacomo La Pietra del centrodestra (44,18%), Anna Graziani del centrosinistra (29,19%) e Manuela Bellandi del Movimento 5 Stelle (11,08%), non risultando eletta per pochissimi voti anche al plurinominale del Piemonte 01 . A Pistoia, la sua città, raggiunge il 10,45%, a fronte di un risultato nazionale del Terzo Polo del 7,8%.
Nel maggio del 2024, in occasione delle elezioni europee, viene candidata nella circoscrizione centrale per la lista di Azione - Siamo Europei.
Raccoglie circa 3.825 preferenze piazzandosi con un buon risultato di lista, che non supera lo sbarramento.
Il 15 Aprile 2025, con un comunicato, lascia Azione, dopo essere stata rimossa da dirigente del tavolo diritti civili da parte del segretario Carlo Calenda, lamentando la mancanza di una linea politica coerente e la forte propensione all'egoismo della sua classe dirigente.

## Vita privata
Il 15 luglio 2021, durante la discussione sul ddl Zan a Palazzo Madama, ha fatto coming out dichiarando il suo sostegno al ddl e di avere una compagna. Il 22 dicembre 2022 si è unita civilmente con la compagna Pamela Kustermann, dopo 14 anni di relazione. L'unione è stata officiata da Carlo Calenda, Segretario Nazionale di Azione.